# Accident de l'hélicoptère d'Ebrahim Raïssi
L’accident de l'hélicoptère d'Ebrahim Raïssi survient le 19 mai 2024. La télévision d'État iranienne Tasnim rapporte un problème d'« atterrissage brutal » impliquant un hélicoptère transportant le président de la république islamique d'Iran Ebrahim Raïssi, ainsi que plusieurs responsables politiques iraniens. L'accident se produit alors que Raïssi voyage dans la province iranienne de l'Azerbaïdjan oriental, près de la ville de Djolfa, en Iran, située à la frontière avec l'Azerbaïdjan,. Les équipes de secours sont dépêchées vers le lieu de l'accident, situé près de Varzaqan.
Selon la télévision iranienne, les équipes de secours sont confrontées à des difficultés en raison des conditions météorologiques défavorables alors qu'elles tentent d'atteindre le site de la « forêt de Dizmar (fa) » où a eu lieu l'accident. L'Agence de presse de la République islamique signale aussi de fortes pluies, du brouillard et des vents violents.
Un responsable iranien déclare d'abord à Reuters que la vie de Raïssi et de son ministre des Affaires étrangères Hossein Amir Abdollahian est en danger. Après la découverte de l'épave de l'hélicoptère au matin du 20 mai, les médias d'État iraniens annoncent la mort du président Raïssi et des autres passagers.

## Contexte
Ebrahim Raïssi, président de la république islamique d'Iran depuis le 3 août 2021, est un ultraconservateur et éminent défenseur de la ligne dure, auparavant juge en chef de l'Iran. Il est considéré comme un proche allié du Guide suprême, l'ayatollah Ali Khamenei, ce qui suscite des spéculations parmi les analystes quant à sa succession potentielle au poste de chef d'État en cas de démission ou de décès de l'ayatollah Khamenei. Pendant la présidence de Raïssi, l'Iran intensifie son enrichissement de l'uranium en vue de la poursuite de son programme nucléaire et fait obstacle aux inspections internationales. Le pays soutient également la Russie dans son invasion de l'Ukraine. L'Iran lance une riposte contre Israël à la suite de la destruction de son consulat en Syrie. En outre, l'Iran continue à armer des groupes militants islamistes, notamment le Hezbollah au Liban et le mouvement Houthi au Yémen.

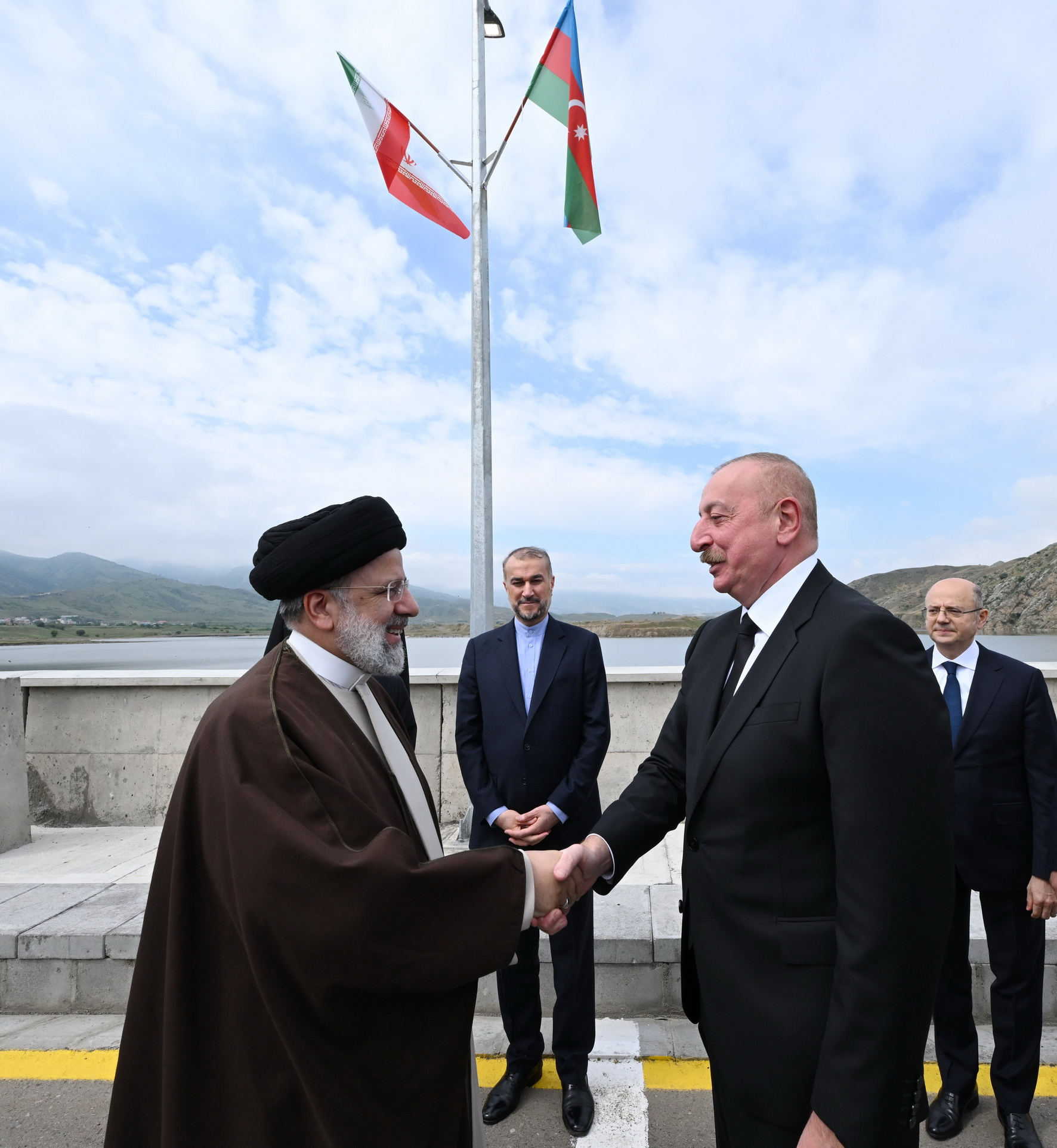
Le président iranien Ebrahim Raïssi (à gauche) et azerbaïdjanais Ilham Aliyev (à droite) à la frontière entre l'Azerbaïdjan et l'Iran le jour de l'accident, le 19 mai 2024.

## Déplacement présidentiel du 19 mai 2024
Le 19 mai 2024, Raïssi se rend en Azerbaïdjan pour inaugurer un barrage aux côtés du président azerbaïdjanais Ilham Aliyev. Ce barrage de Qiz Qalasi est le troisième projet de collaboration entre l'Iran et l'Azerbaïdjan sur le fleuve Araxe.
Le déplacement présidentiel mobilise plusieurs hélicoptères. L'Iran dispose d'une flotte d'hélicoptères, mais fait face à des difficultés pour obtenir les pièces nécessaires en raison des sanctions internationales contre le pays. Une grande partie de la flotte aérienne militaire iranienne date d'avant la révolution islamique de 1979.
Par ailleurs, les conditions de vol sont satisfaisantes au décollage, mais se dégradent vite à mi-parcours, avec bourrasques et pluie. À l'arrivée des secours, un épais brouillard a pris place.

## Accident

### Passagers et membres d'équipage
Le 19 mai 2024, un hélicoptère Bell 212 utilisé depuis 2021 pour le transport des autorités gouvernementales iraniennes, s'envole pour Tabriz, capitale de la province de l'Azerbaïdjan oriental, au nord-ouest de l'Iran (Azerbaïdjan iranien). Il est accompagné de deux autres hélicoptères servant d'escorte.
L'appareil transporte neuf personnes, le président Raïssi, le ministre des Affaires étrangères Hossein Amir Abdollahian, le gouverneur de la province iranienne de l'Azerbaïdjan oriental Malek Rahmati, le représentant du Guide suprême en Azerbaïdjan oriental Mohammad Ali Ale-Hashem (en), ainsi que deux gardes du corps (dont Sardar Seyed Mehdi Moussavi, le chef de l'unité de protection du président) et trois membres d'équipage.

### Conditions météorologiques
Un épais brouillard affecte les opérations de recherche et de sauvetage à Varzaqan.

### Vol
Vers 13 h 30 IRST, l'hélicoptère transportant Raïssi se serait écrasé. Les deux autres hélicoptères du convoi parviennent à leur destination.

### Déroulement des opérations de recherche
Selon Al Jazeera, l'hélicoptère s'est écrasé près de la mine de cuivre de Sungun. L'emplacement et l'état exacts de l'hélicoptère sont alors inconnus. Selon l'Agence de presse de la République islamique, sur la base des témoignages des habitants de la région, l'hélicoptère s'est écrasé près de la forêt de Dizmar (fa), située entre les villages d'Ozi (en) et Khoineroud (en). Les habitants de la région nord de Varzaqan, dans la province de l'Azerbaïdjan oriental, rapportent avoir entendu des bruits émanant des environs.
Plusieurs pays (Turquie, Azerbaïdjan, Arabie saoudite) ont proposé leur aide. Pour faciliter les efforts de recherche, la Commission européenne a activé à la demande de l'Iran le service de cartographie par satellite de Copernicus EMS. La Turquie a déployé son drone de longue endurance Akinci afin de détecter le lieu du crash malgré le mauvais temps. Celui-ci a trouvé la carcasse de l'appareil sur le flanc d'une montagne, à 1 940 mètres d'altitude, entre les villages de Khunirud et de Tavil,,,.
Au début de la matinée du 20 mai, l'épave de l'hélicoptère est atteinte par les secours, sans signe de vie des passagers selon le Croissant-Rouge iranien. Ultérieurement, Sabereen News, un média affilié au corps des gardiens de la Révolution islamique, annonce que les neuf passagers sont morts. Le media officiel Press TV ainsi que Tasnim et Mehr news confirment la mort de tous les passagers dont le président de l'Iran Ebrahim Raïssi ainsi que le ministre des affaires étrangères Hossein Amir Abdollahian.

### Assistance internationale
| Type                                            | Nombre         | Pays/Entité      | Source |
| ----------------------------------------------- | -------------- | ---------------- | ------ |
| Drone aérien Bayraktar Akinci                   | 1              | Turquie          | [ 11 ] |
| Système de cartographie satellitaire Copernicus | 1              | Union européenne | [ 10 ] |
| Secouristes                                     | Non disponible | Irak             | [ 19 ] |
| Secouristes                                     | Non disponible | Azerbaïdjan      | [ 19 ] |
| Secouristes de Haute Montagne                   | 50             | Russie           | [ 19 ] |

## Réactions
Rapidement après l'annonce du décès, les Premiers ministres irakien et indien, Mohammed Chia al-Soudani et Narendra Modi, expriment leur tristesse. Tandis que l'OTAN et la France présentent également leurs « condoléances », le Liban et la Syrie déclarent trois jours de deuil national, le Tadjikistan deux, l'Inde, l'Irak, le Pakistan, la Turquie, Cuba et le Sri Lanka, un jour.
Dans certaines villes tenues par l'opposition syrienne (Marea, Idlib) et dans la bande de Gaza, des distributions publiques de sucreries sont organisées pour fêter la mort d'Ebrahim Raïssi,,. Dans la bande de Gaza, le Hamas condamne ces agissements et menace leurs auteurs de poursuites judiciaires.

### Funérailles

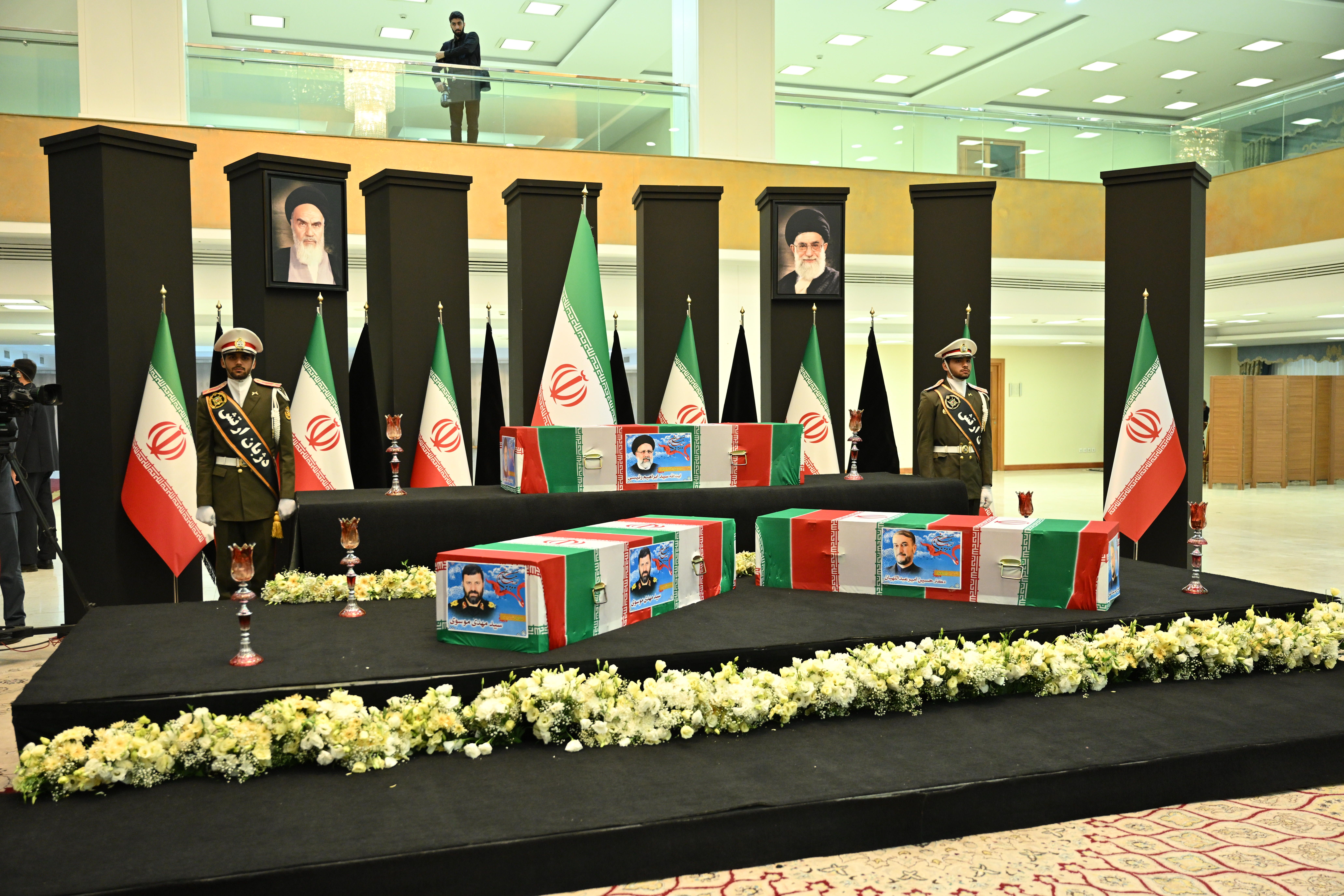
Cercueils d'Ebrahim Raisi, d'Hossein Amir Abdollahian et de Sardar Seyed Mehdi Moussavi, exposés à Téhéran.

Le ministère de la Culture et de l'Orientation islamique ordonne la suspension des événements culturels et des activités liées à la semaine du patrimoine culturel, qui coïncide en partie avec la période de deuil, pendant cinq jours à partir du 21 mai,. Les administrations publiques et les entreprises privées reçoivent ordre de fermer le 22 mai.
Les funérailles des victimes commencent le 21 mai à Tabriz. Le cortège des dépouilles, transportées sur un camion, y est suivi par plusieurs dizaines de milliers de personnes, qui reçoivent ensuite une allocution du ministre de l'Intérieur Ahmad Vahidi.
Les restes carbonisés de Raïssi sont emmenés à Birdjand le 23 mai, avant d'être transportés dans sa ville natale de Machhad, où il est enterré le jour même au sanctuaire de l'imam Reza,,,. L'inhumation d'Amir-Abdollahian a lieu le même jour au sanctuaire Shah-Abdol-Azim à Ray,.

## Conséquence
En application de l'article 131 de la constitution iranienne, le vice-président Mohammad Mokhber est nommé, le 20 mai, président par intérim par le guide suprême Ali Khamenei. Comme indiqué par la constitution, une élection présidentielle est organisée dans les 50 jours suivant la prise de fonction du vice-président, l'élection se tiendra le 28 juin 2024.
Ali Bagheri est nommé ministre des affaires étrangères en remplacement de Hossein Amir Abdollahian.